# Labljane (Novo Brdo)
Labljane (en serbocroata: Labljane / Лабљане) o Llabjan (en albanés: Llabjan) es un pueblo en el municipio de Novo Brdo del distrito de Pristina de Kosovo.

## Demografía
La evolución demográfica de Labljane entre 1948 y 2011 fue la siguiente:
| 465                                                 | 505 | 499 | 546 | 677 | 744 | 875 |
| (Fuente: Population of Kosovo since Yugoslav times) |     |     |     |     |     |     |

Según el censo de 2011 (boicoteado parcialmente por los serbios), los albaneses representaban el 95,20% de la población (833 personas) y los serbios, el 4,69% (41 personas).En el censo yugoslavo de 1961, los albaneses eran el 75,4% de la población local y los serbios, el 24,6%.